# Agadir-Ida-Ou-Tanane
Agadir-Ida-Ou-Tanane är en prefektur i Marocko.   Den ligger i regionen Souss-Massa, 500 km sydväst om huvudstaden Rabat. Antalet invånare är 486 048.